# Hannah Takes the Stairs
Hannah Takes the Stairs è un film del 2007 diretto da Joe Swanberg. Il film è stato descritto come "il film che definisce il movimento mumblecore a basso budget e basato sui dialoghi".

## Trama
Hannah è una neolaureata che vive a Chicago e lavora come stagista in un ufficio di produzione. Si ritrova divisa tra tre uomini diversi: il suo fidanzato Mike e Matt e Paul, due sceneggiatori con i quali lavora. Mentre passa da una relazione all'altra, Hannah cerca di trovare una direzione per la sua vita.

## Accoglienza
Su Rotten Tomatoes, Hannah Takes the Stairs ha un indice di approvazione del 59% basato su 46 recensioni.